# Lucidity (album)
Lucidity je první studiové album nizozemské skupiny Delain. Album vyšlo 4. září 2006 pod Roadrunner Records a v roce 2016 bylo vydáno znovu u příležitosti 10. výročí založení kapely. Kromě současné sestavy Charlotte Wessels, Martijna Westerholta a Sandera Zoera byli tehdejší členové také Rob van der Loo a Ronald Landa. Album hostí také spoustu populárních hudebníků jako Sharon den Adel, Marco Hietala, Ad Sluijter, Ariën van Weesenbeek, Liv Kristine, George Oosthoek či Guus Eikens.
Album bylo nahráváno v letech 2005 a 2006 podle možností jednotlivých hudebníků - často byli na turné - a vyšplhalo se na 43. příčku v nizozemských žebříčcích.
Lucidity bylo původně zamýšleno jen jako projekt, ale úspěch alba přiměl Charlotte Wessels a Martijna Westerholta, aby z Delain udělali skutečnou kapelu.

## Seznam skladeb
1. „Sever“
2. „Frozen“
3. „Silhouette of a Dancer“
4. „No Compliance“
5. „See Me in Shadow“
6. „Shattered“
7. „The Gathering“
8. „Daylight Lucidity“
9. „Sleepwalkers Dream“
10. „A Day for Ghosts“
11. „Pristine“
12. „(Deep) Frozen – bonus“